# Västanfors
Västanfors és un barri del nucli urbà de Fagersta al municipi de Fagersta al comtat de Västmanland a Suècia. És una barri industrial amb presencia d'activitat minera. A Västanfors és destacable l'església de Västanfors kyrka i l'estació de tren Fagersta C.

## Història
A finals de l'edat mitjana, es va establir la ciutat minera d'Aspbenning (Aspebøning) a la riba nord del llac Stora Aspen al riu Kolbäcksån, la qual va ser el precursor de l'actual barri de Västanfors. Al segle XIV i fins a mitjan segle xv, aquesta àrea era propietat del cavaller Nils Bosson de la família Natt och Dag.
La farga de Västanfors, amb la mansió, es va fundar el 1611 a la riba occidental (Väster om forsen, d'aquí el nom). La parròquia es va crear el 1642 i va prendre el seu nom de la mansió de Västanfors. Des del segle XVII, propietaris de fàbriques relacionats amb Västanfors hytta han viscut i treballat allà. La fàbrica va ser derrocada a finals dels anys 20 i l'empresa es va traslladar a Fagersta Bruk. Entre el 25 de novembre de 1927 i el 1944, l'actual barri de Västanfors va rebre el títol de municipi, el 1944 es va canviar el seu títol a la categoria de landskommun (municipi rural), pero finalment va passar a convertirse en un barri de Fagersta.

## Esport
El club esportiu Västanfors IF hi destaca la pràctica del bandy, el seu equip ha participat a la lliga Elitserien, la mes important del país, durant 32 temporades. També va guanyar el campionat suec el 1954.

## Personatges il·lustres
L'escriptor i actor Rune Lindström (1916-1973) va néixer a Västanfors; la seva memòria s'honora al Rune Lindström-museet. També l'escriptor Lennart Hellsing (1919-2015) va néixer a Västanfors.

## Galeria

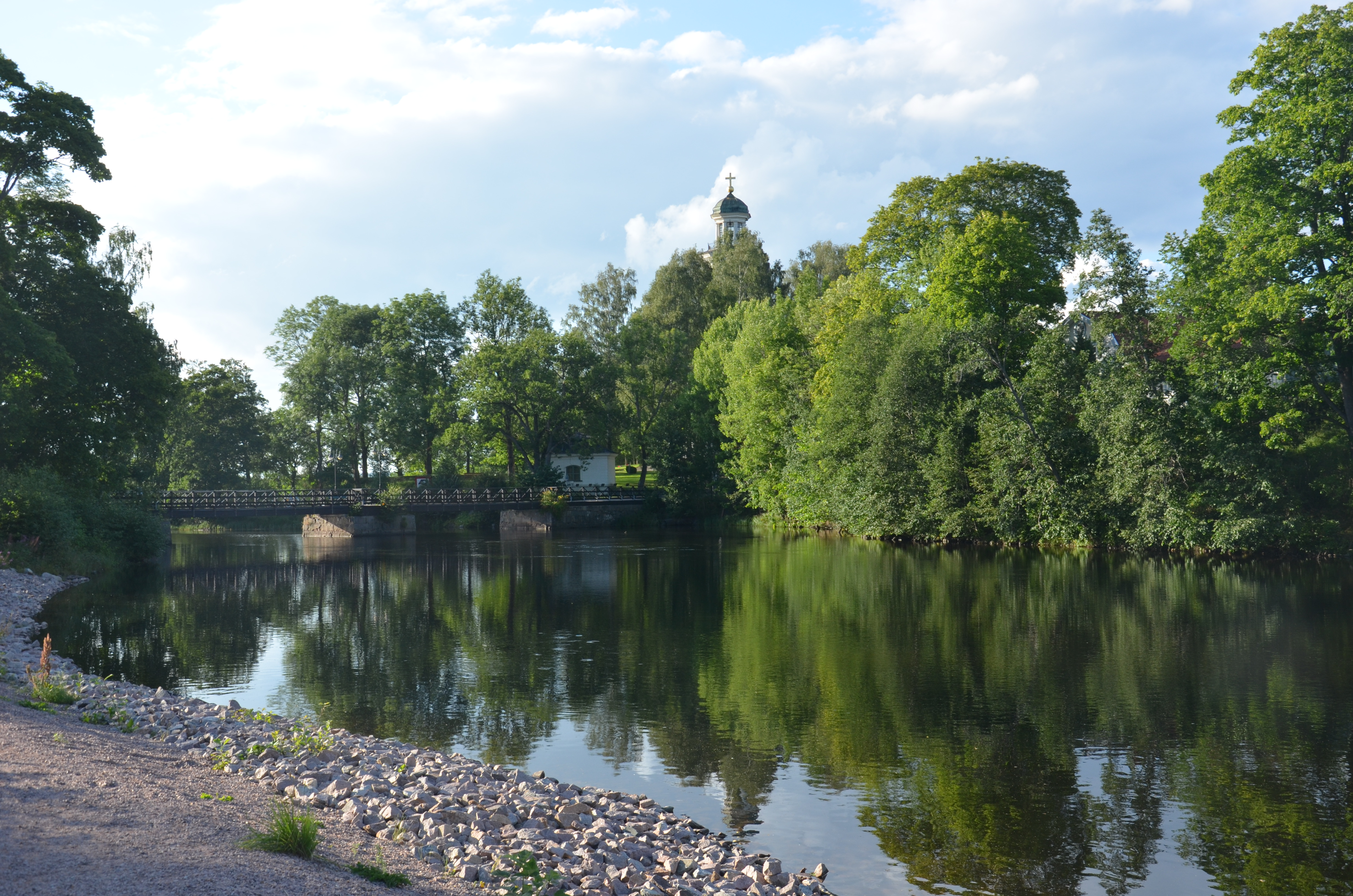
Västanfors kraftverksdamm amb l'església de Västanfors kyrka
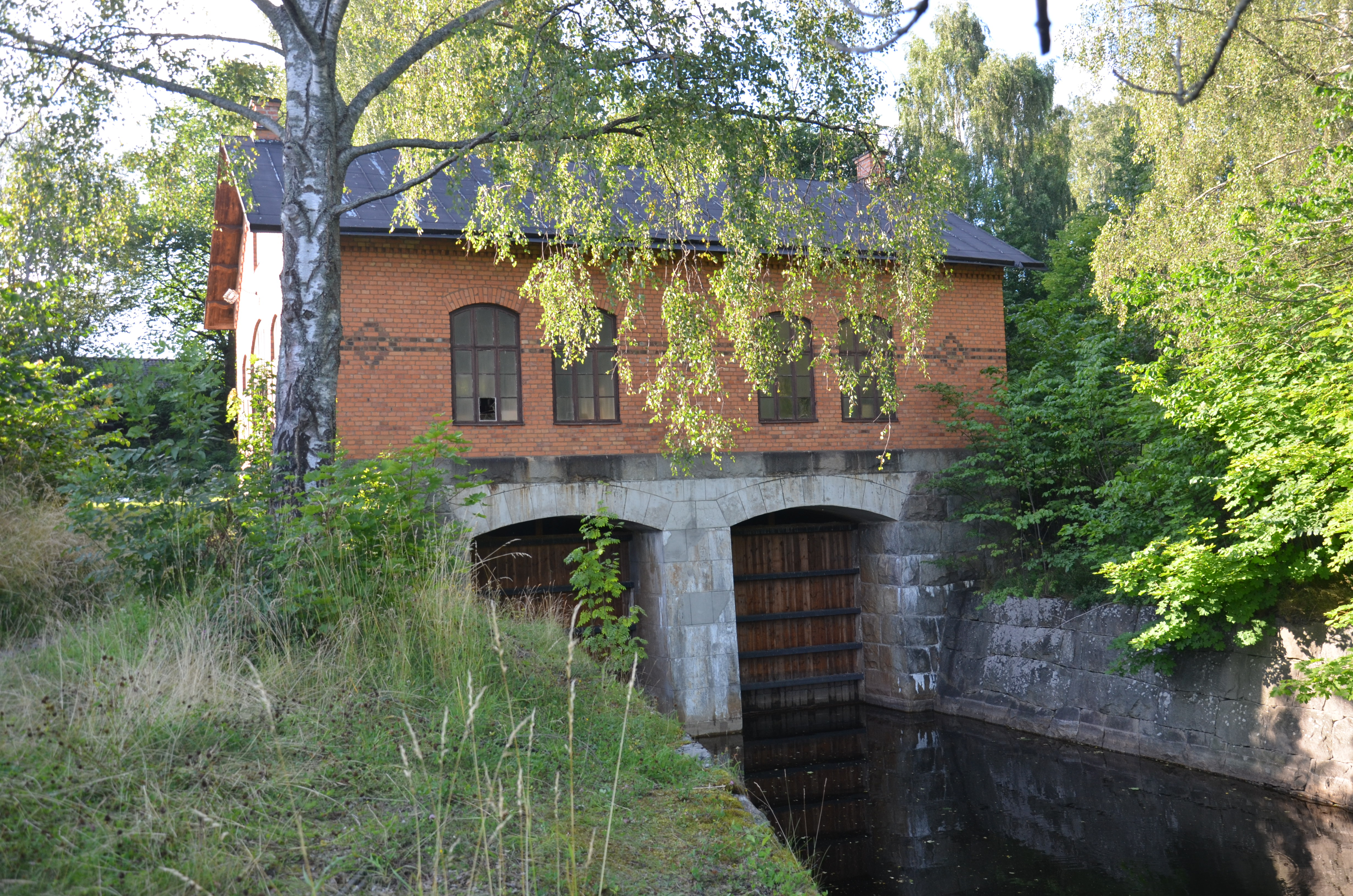
Antiga central elèctrica de Västanfors
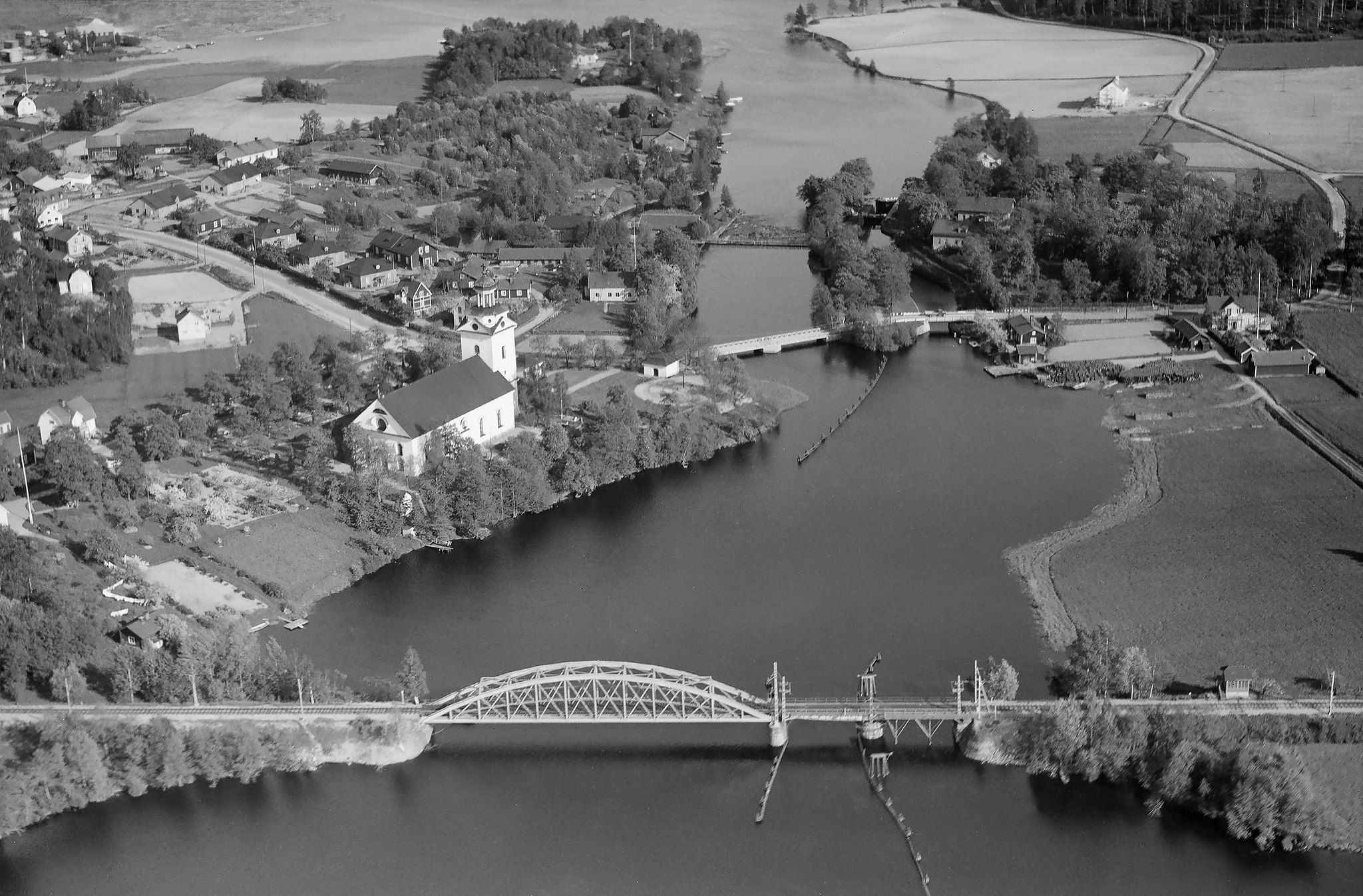
Foto aèria de Västanfors i l'església de Västanfors